# Scoparia longipennis
Scoparia longipennis es una especie de polilla de la familia Crambidae. Fue descrita por Zeller en 1872. Su localidad tipo es Bogotá, en Colombia.